# Hargeville
Pour l’article homonyme, voir Hargeville-sur-Chée.
Hargeville est une commune française située dans le département des Yvelines en région Île-de-France, à environ 12 km au sud-est de Mantes-la-Jolie.
Ses habitants sont appelés les Hargevillois.

## Géographie

### Situation
La commune de Hargeville se trouve sur le plateau du Mantois, à une altitude générale de 145 m environ, en pente du sud vers le nord. Le territoire essentiellement rural (94 %), consacré à la grande culture, est dénudé sauf la frange sud en bordure de la route départementale 11, incluant le parc du château, qui est boisée.

### Communes limitrophes
Les communes limitrophes sont Jumeauville au nord-est, Goupillières au sud-est, Saint-Martin-des-Champs au sud, Arnouville-lès-Mantes au nord-ouest et Goussonville au nord.
L'habitat, constitué d'habitations individuelles, est groupé dans le bourg, situé dans la partie sud de la commune.

### Transports et voies de communications

#### Réseau routier
La commune est reliée aux communes voisines par plusieurs routes départementales, notamment la RD 11 qui relie Thoiry à Septeuil.

#### Bus
La commune est desservie par la ligne 45 du réseau de bus Centre et Sud Yvelines et par la ligne 78 du réseau de bus Île-de-France Ouest.

### Climat
Pour des articles plus généraux, voir Climat de l'Île-de-France et Climat des Yvelines.
En 2010, le climat de la commune est de type climat océanique dégradé des plaines du Centre et du Nord, selon une étude du CNRS s'appuyant sur une série de données couvrant la période 1971-2000. En 2020, Météo-France publie une typologie des climats de la France métropolitaine dans laquelle la commune est exposée à un climat océanique et est dans la région climatique Sud-ouest du bassin Parisien, caractérisée par une faible pluviométrie, notamment au printemps (120 à 150 mm) et un hiver froid (3,5 °C).
Pour la période 1971-2000, la température annuelle moyenne est de 10,3 °C, avec une amplitude thermique annuelle de 14,4 °C. Le cumul annuel moyen de précipitations est de 696 mm, avec 10,7 jours de précipitations en janvier et 8,1 jours en juillet. Pour la période 1991-2020, la température moyenne annuelle observée sur la station météorologique la plus proche, située sur la commune de Maule à 9 km à vol d'oiseau, est de 11,8 °C et le cumul annuel moyen de précipitations est de 677,0 mm,. Pour l'avenir, les paramètres climatiques de la commune estimés pour 2050 selon différents scénarios d'émission de gaz à effet de serre sont consultables sur un site dédié publié par Météo-France en novembre 2022.

## Urbanisme

### Typologie
Au 1er janvier 2024, Hargeville est catégorisée commune rurale à habitat dispersé, selon la nouvelle grille communale de densité à sept niveaux définie par l'Insee en 2022.
Elle est située hors unité urbaine. Par ailleurs la commune fait partie de l'aire d'attraction de Paris, dont elle est une commune de la couronne,. Cette aire regroupe 1 929 communes,.

## Toponymie
Le nom de la localité est attesté sous les formes Archeville, au XIe siècle (d'après les pouillés ecclésiastiques) ; Hargevilla en 1351.
Il s'agit d'un type toponymique en -ville au sens ancien de « domaine rural » (ancien français vile « domaine rural, village »; vilain « paysan médiéval »).
L'élément Harge- représente un nom de personne germanique comme c'est généralement le cas dans les formations toponymiques en -ville. Faute de formes suffisamment anciennes, il est difficile d'établir avec précision la forme initiale de ce nom de personne : soit Hardid(us), soit Harigis ou encore Harigild, ce qui est plus simple phonétiquement car la voyelle [i] s'amuït régulièrement dans cette position et les consonnes finales (ici -ld) également devant l'élément -ville.

## Histoire
Sur le plan administratif, la commune est rattachée au canton de Bonnières-sur-Seine depuis  2015. Précédemment elle dépendait de celui de Houdan jusqu'en 1962, puis de celui de Mantes-la-Jolie et enfin celui de Guerville. Hargeville a perdu 5 soldat pendant la Première guerre mondiale.

## Politique et administration

### Liste des maires
| Période                                  | Période  | Identité          | Étiquette | Qualité |
| ---------------------------------------- | -------- | ----------------- | --------- | ------- |
| Les données manquantes sont à compléter. |          |                   |           |         |
| mars 1995                                | 2001     | Jean Barlet       |           |         |
| mars 2001                                | 2008     | Jean Barlet       |           |         |
| mars 2008                                | 2014     | Jean Hervieu      |           |         |
| 2014                                     | En cours | Jean-Michel Voyer |           | Gentil  |

### Instances administratives et judiciaires
La commune de Hargeville appartient au canton de Bonnières-sur-Seine et est rattachée à la communauté urbaine Grand Paris Seine et Oise (GPS&O).
Sur le plan électoral, la commune est rattachée à la neuvième circonscription des Yvelines, circonscription à dominante rurale du nord-ouest des Yvelines.
Sur le plan judiciaire, Hargeville fait partie de la juridiction d’instance de Mantes-la-Jolie et, comme toutes les communes des Yvelines, dépend du tribunal de grande instance ainsi que de tribunal de commerce sis à Versailles,.

## Population et société

### Démographie

#### Évolution démographique
L'évolution du nombre d'habitants est connue à travers les recensements de la population effectués dans la commune depuis 1793. Pour les communes de moins de 10 000 habitants, une enquête de recensement portant sur toute la population est réalisée tous les cinq ans, les populations de référence des années intermédiaires étant quant à elles estimées par interpolation ou extrapolation. Pour la commune, le premier recensement exhaustif entrant dans le cadre du nouveau dispositif a été réalisé en 2006.

En 2022, la commune comptait 424 habitants, en évolution de −4,5 % par rapport à 2016 (Yvelines : +2,72 %, France hors Mayotte : +2,11 %).
| 1793 | 1800 | 1806 | 1821 | 1831 | 1836 | 1841 | 1846 | 1851 |
| ---- | ---- | ---- | ---- | ---- | ---- | ---- | ---- | ---- |
| 156  | 164  | 156  | 125  | 148  | 155  | 140  | 142  | 137  |

| 1856 | 1861 | 1866 | 1872 | 1876 | 1881 | 1886 | 1891 | 1896 |
| ---- | ---- | ---- | ---- | ---- | ---- | ---- | ---- | ---- |
| 136  | 136  | 134  | 134  | 140  | 120  | 140  | 118  | 118  |

| 1901 | 1906 | 1911 | 1921 | 1926 | 1931 | 1936 | 1946 | 1954 |
| ---- | ---- | ---- | ---- | ---- | ---- | ---- | ---- | ---- |
| 130  | 114  | 98   | 114  | 90   | 98   | 103  | 101  | 127  |

| 1962 | 1968 | 1975 | 1982 | 1990 | 1999 | 2006 | 2011 | 2016 |
| ---- | ---- | ---- | ---- | ---- | ---- | ---- | ---- | ---- |
| 142  | 152  | 144  | 261  | 275  | 319  | 370  | 409  | 444  |

| 2021 | 2022 | - | - | - | - | - | - | - |
| ---- | ---- | - | - | - | - | - | - | - |
| 434  | 424  | - | - | - | - | - | - | - |

#### Pyramide des âges
En 2018, le taux de personnes d'un âge inférieur à 30 ans s'élève à 38,3 %, soit au-dessus de la moyenne départementale (38 %). À l'inverse, le taux de personnes d'âge supérieur à 60 ans est de 15,1 % la même année, alors qu'il est de 21,7 % au niveau départemental.
En 2018, la commune comptait 231 hommes pour 215 femmes, soit un taux de 51,79 % d'hommes, largement supérieur au taux départemental (48,68 %).
Les pyramides des âges de la commune et du département s'établissent comme suit.
| Hommes | Classe d’âge | Femmes |
| ------ | ------------ | ------ |
| 0,4    | 90 ou +      | 0,5    |
| 3,0    | 75-89 ans    | 2,3    |
| 10,9   | 60-74 ans    | 13,1   |
| 22,6   | 45-59 ans    | 22,9   |
| 22,2   | 30-44 ans    | 25,7   |
| 10,0   | 15-29 ans    | 11,7   |
| 30,9   | 0-14 ans     | 23,8   |

| Hommes | Classe d’âge | Femmes |
| ------ | ------------ | ------ |
| 0,6    | 90 ou +      | 1,4    |
| 6      | 75-89 ans    | 7,8    |
| 13,5   | 60-74 ans    | 14,8   |
| 20,7   | 45-59 ans    | 20,1   |
| 19,6   | 30-44 ans    | 19,9   |
| 18,5   | 15-29 ans    | 16,8   |
| 21,2   | 0-14 ans     | 19,2   |

## Économie
- Agriculture (grande culture céréalière).
- Silos de la coopérative agricole Seine-Céréales-Île-de-France.

## Culture locale et patrimoine

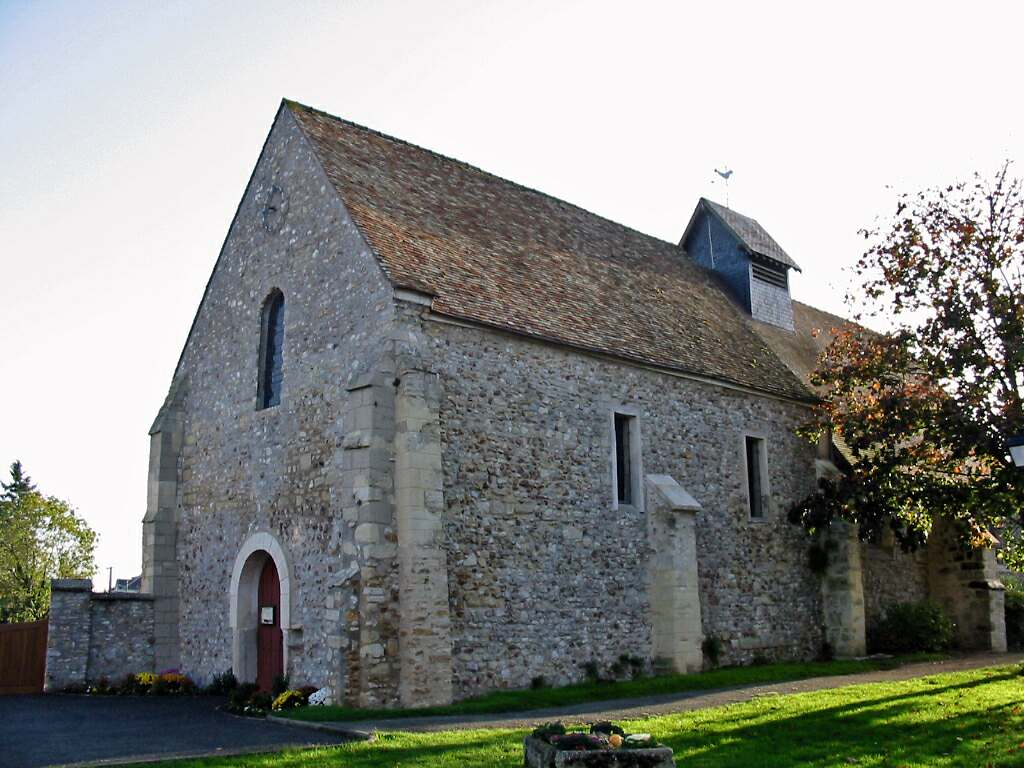
L'église Saint-André.

### Lieux et monuments
- Église Saint-André : église du début du XVIIIe siècle, toute simple à toit de tuile à double pente, munie d'un petit clocher couvert d'ardoise, à cheval sur le faîtage.
- Mairie, installée dans l'ancien presbytère, bâtiment de pierre du pays (XVIIe siècle).
- Château du XVIIe siècle, ancienne propriété de Théodore d'Hargeville